# Знак «Гвардия» (Российская Федерация)
Знак «Гва́рдия» — нагрудный знак, являющийся знаком отличия военнослужащих, удостоенных гвардейского воинского звания, проходящих военную службу в составе гвардейских воинских формирований Российской Федерации.
С 2012 года изображение знака «Гвардия» не размещается на боевых знамёнах гвардейских воинских формирований России, в отличие от знамён некоторых гвардейских формирований СССР (в частности знамён гвардейских армий и корпусов). Отличительными знаками боевых знамён гвардейских формирований Российской Федерации являются георгиевские знамённые ленты и навершие, в совокупности с которыми боевое знамя гвардейского воинского формирования именуется «Георгиевское знамя».
Отличительным знаком военно-морских (кормовых) флагов гвардейских, а также гвардейских орденоносных соединений и кораблей Военно-Морского Флота Российской Федерации, по традиции унаследованной от ВМФ СССР, является изображение гвардейской ленты, размещаемое на их полотнищах, согласно чему данные флаги носят наименования «Гвардейский военно-морской флаг» и «Гвардейский орденский военно-морской флаг» соответственно.
В федеральный период (в настоящее время и ранее) гвардейские воинские формирования существуют (существовали) лишь в составе государственной военной организации, подчинённой Министерству обороны (Минобороны России) — то есть в составе Вооружённых Сил Российской Федерации (ВС РФ). Среди воинских формирований и силовых органов, состоящих вне норм численности ВС РФ и подчинённых другим федеральным органам исполнительной власти, гвардейские формирования отсутствуют. В то же время, возможность присвоения гвардейских наименований данным формированиям и органам, в равной степени как и воинским формированиям ВС РФ, предусмотрена за проявленные их личным составом массовый героизм и отвагу, стойкость и мужество в боевых действиях по защите Отечества и государственных интересов в условиях вооружённых конфликтов.

## История
После распада СССР в декабре 1991 года, и образования в феврале 1992 года ОВС СНГ, а затем 7 мая 1992 года — ВС РФ, заводы-изготовители советского гвардейского знака, учреждённого 21 мая 1942 года, ещё долгое время продолжали выпуск последнего, и данный тип знака (с учётом значительного запаса, имевшегося на армейских складах) в 1990-х годах всё ещё продолжал выдаваться воинам-гвардейцам, проходящим службу в составе гвардейских воинских формированиях вновь образованной Российской Федерации. В то же время, в связи с крушением советского строя и идущим полным ходом парадом суверенитетов, у изготовителей элементов наградной системы СССР встал вопрос о целесообразности производства знаков «Гвардия» с советской символикой.
Поскольку никаких других вариантов на тот момент органами законодательной и исполнительной власти новой России предложено не было, многие заводы-изготовители стали выпускать знаки «Гвардия» собственной разработки, основанной на дизайне советского знака. Данные типы нагрудного знака никогда не были утверждены официально, поэтому не являлись официальными символами, и представляли своего рода тип сувенирных изделий, в настоящее время представляющие интерес для коллекционеров-фалеристов.
В результате вышеупомянутых разработок в 1992 году появились несколько вариантов знака «Гвардия», один из которых представлял собой копию советского гвардейского знака, с той лишь разницей, что на ленте-шильдике, перевязывающей лавровый венок, аббревиатура «СССР» была заменена на «СНГ» — Содружество Независимых Государств.
Другие варианты представляли собой более глубокую переработку советского знака, где красное знамя было заменено на российский триколор, на лазоревой полосе которого разместили слово «ГВАРДИЯ». На шильдике вместо аббревиатуры «СССР» появилась надпись «РОССИЯ», вместо красной звезды разместили двуглавого орла. Причём данный тип знака выпускался в 2-х вариантах: с республиканским (некоронованным) двуглавым орлом — эмблемой Российской республики (ставшей после распада СССР эмблемой Банка России), и с державным двуглавым орлом — Гербом России.
Данные типы знаков выпускались довольно большими сериями и получили широкое распространение, в том числе среди военнослужащих, покупавших данные знаки по собственной инициативе в различных торговых точках, специализирующихся на продаже военных аксессуаров. Некоторые варианты до настоящего времени можно встретить в магазинах сети военторга.

### Официальная символика
11 февраля 1993 года для военнослужащих Российской Федерации пунктом 2 статьи 45 первого российского закона «О воинской обязанности и военной службе» были узаконены гвардейские воинские звания, впоследствии — 28 марта 1998 года, утверждённые пунктом 2 статьи 46 следующего Федерального закона № 53-ФЗ «О воинской обязанности и военной службе».
23 мая 1994 года Указом Президента Российской Федерации № 1010 утверждается новые военная форма и знаки различия по воинским званиям. 28 июля 1994 года данный Указ объявляется приказом Министра обороны Российской Федерации № 255. Пунктом 156 вводимых приказом № 255 «Правил ношения военной формы одежды военнослужащими Вооружённых Сил Российской Федерации», предписывается обязательное ношение знака «Гвардия» всем военнослужащим, имеющим гвардейские воинские звания.

#### 1994 год
Нагрудный знак «Гвардия» (1994 год)
В 1994 году утверждается описание российского знака «Гвардия», ставшего первым официальным гвардейским символом новой России, включившим в себя смесь различных эмблем и символов: Георгиевский крест с лентой, изображение Георгия Победоносца в лавровом венке и трёхцветный российский флаг.
Детальное описание знака «Гвардия» образца 1994 года представляло собой примерно следующее:
Нагрудный знак «Гвардия» представляет собой выпуклый Георгиевский крест, покрытый белой эмалью, боковые и нижний концы которого расположены на фоне георгиевской ленты, а верхний — на фоне развевающегося Государственного флага Российской Федерации с древком и кистью золотистого цвета. В центре Георгиевского креста размещена круглая пластина, покрытая красной эмалью и обрамлённая лавровым венком золотистого цвета, в центре которой — золотистое изображение Георгия Победоносца на коне, поражающего копьём дракона. На верхнюю и нижнюю части лаврового венка наложены пластины: вверху — с надписью золотистого цвета «ГВАРДИЯ» на чёрном фоне; внизу — с надписью чёрного цвета «РОССИЯ» на золотистом фоне. Знак изготовлен из металла. Его высота — 43 мм, ширина — 33 мм, на оборотной стороне его имеется приспособление для крепления к одежде.

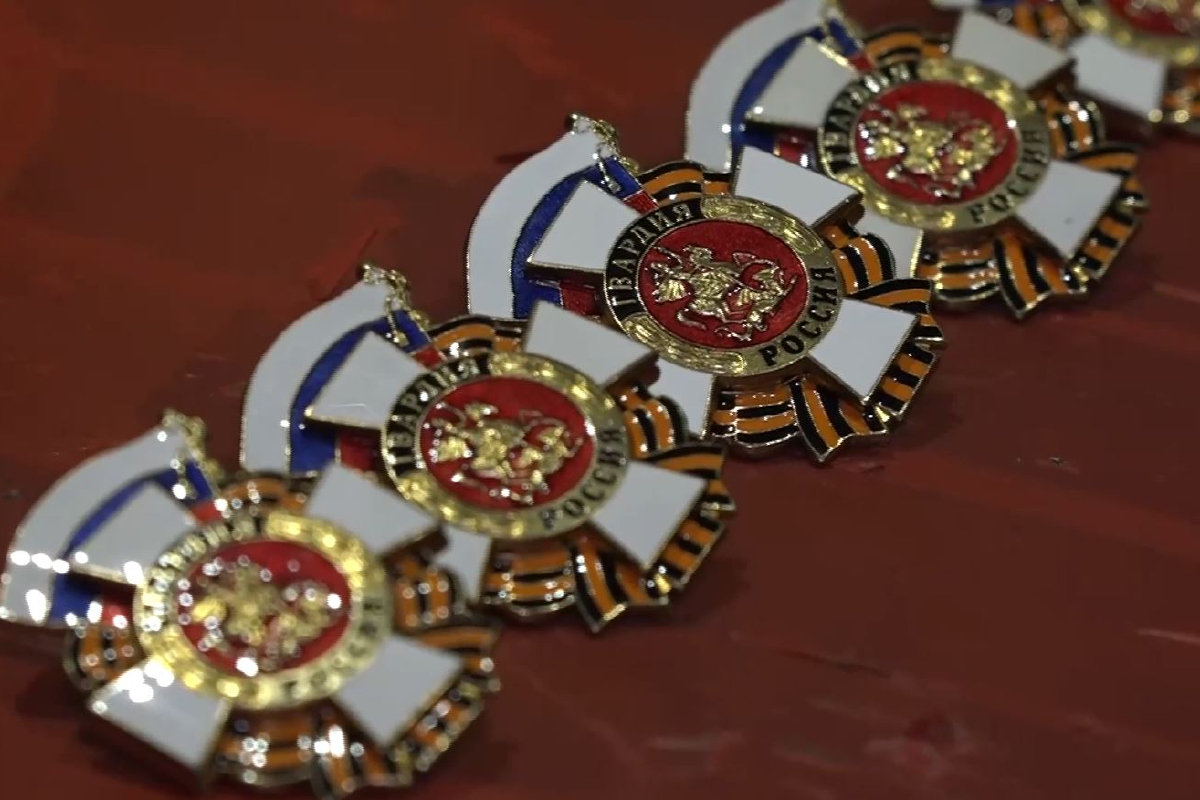
Фотография из пресс-релиза Минобороны России в 2024 году.

Несмотря на относительную слабость компоновки геральдических элементов, данный тип знака «Гвардия», выпускавшийся крупными сериями различными заводами-изготовителями («ШахтМеталл», «Русский сувенир», «Пермский мотовозный завод „Ремпуть“», «ВоенЗнак»), получил достаточно широкое распространение в гвардейских воинских формированиях России, постепенно вытеснив старые советские гвардейские знаки. Знаки выпускались в основном из алюминиевых сплавов но существовали также и реже встречающиеся варианты из пластмассы и латуни. Были так же и составные варианты, с двойным крестом или где пластина крепилась к кресту.
Одним из последних главных торжественных мероприятий страны, где «поучаствовал» знак «Гвардия» образца 1994 года, стал Парад на Красной площади 9 мая 2004 года, хотя данный нагрудный знак просуществовал в различных гвардейских воинских формированиях Российской Федерации как минимум вплоть до первой половины 2010-х годов.
Кроме того, данный знак до настоящего времени представлен довольно обширным ассортиментом в многочисленных торговых точках сети военторга, хотя практически повсеместно в гвардейских воинских частях (кораблях) и соединениях Российской Федерации уже вытеснен гвардейскими знаками более поздних образцов.
1995 год. 
В 1995 году Московским монетным двором (ММД) для участия в Параде в честь 50-летия Победы на Красной площади в Москве 9 мая 1995 года военнослущащих,  одетых в форму гвардейских частей времён Великой Отечественной войны, а также для раздачи в качестве памятных подарков ветеранам, было выпущено некоторое количество знаков "Гвардия СССР" круглой формы. Так как действие Устава Советской Армии было прекращено с 01 января 1993 года, то эти выпущенные знаки уже считаются не уставными, а новодельными или сувенирными.От гвардейских знаков, выпущенных ММД в советское время они отличались большей шириной и высотой, а также клеймом ММД на реверсе знака. На знаках советского периода буквы ММ располагались по диагонали, а на новоделах 1995 года - в ряд.
Так же в 1995 году Московским заводом "Победа" были выпущены сувенирные знаки "Гвардия СССР". Знаки были гораздо большего размера, чем знаки советского периода, изготавливались из алюминиевого сплава, с креплением на заколке, и имели на реверсе надпись "Made in USSR".

#### 2005 год
Нагрудный знак «Гвардия» (СССР)
Несмотря на существование с 1994 года российского гвардейского знака, Парад на Красной площади 9 мая 2005 года в честь ознаменования 60-й годовщины Победы в Великой Отечественной войне стал примечателен тем, что гвардейские парадные расчёты вышли на него с советскими знаками «Гвардия», которые можно достаточно чётко различить на фото военнослужащих-гвардейцев, проходивших парадными колоннами во время вышеупомянутого юбилейного Парада.
С этого момента знак «Гвардия» советского образца был неизменным участником парадов на Красной площади второй половины 2000-х годов (до 2010 года). Кроме того, данный знак продолжали носить военнослужащие различных гвардейских воинских формирований Российской Федерации вплоть до первой половины 2010-х годов, несмотря на введение новых типов знака — образцов 2009 и 2011 годов.

Знак «Гвардия» (СССР) в Вооружённых Силах Российской Федерации после 2005 года
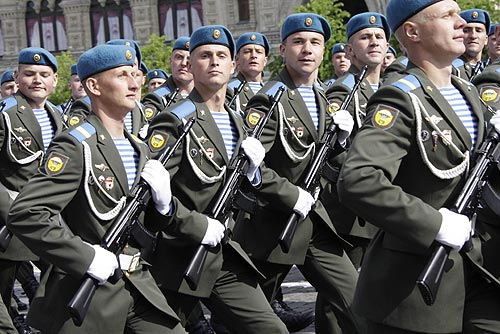
Парад на Красной площади 9 мая 2008 года: парадный расчёт 331-го гвардейского парашютно-десантного полка 98-й гвардейской воздушно-десантной дивизии (на новой форме военнослужащих видны знаки «Гвардия» советского образца).
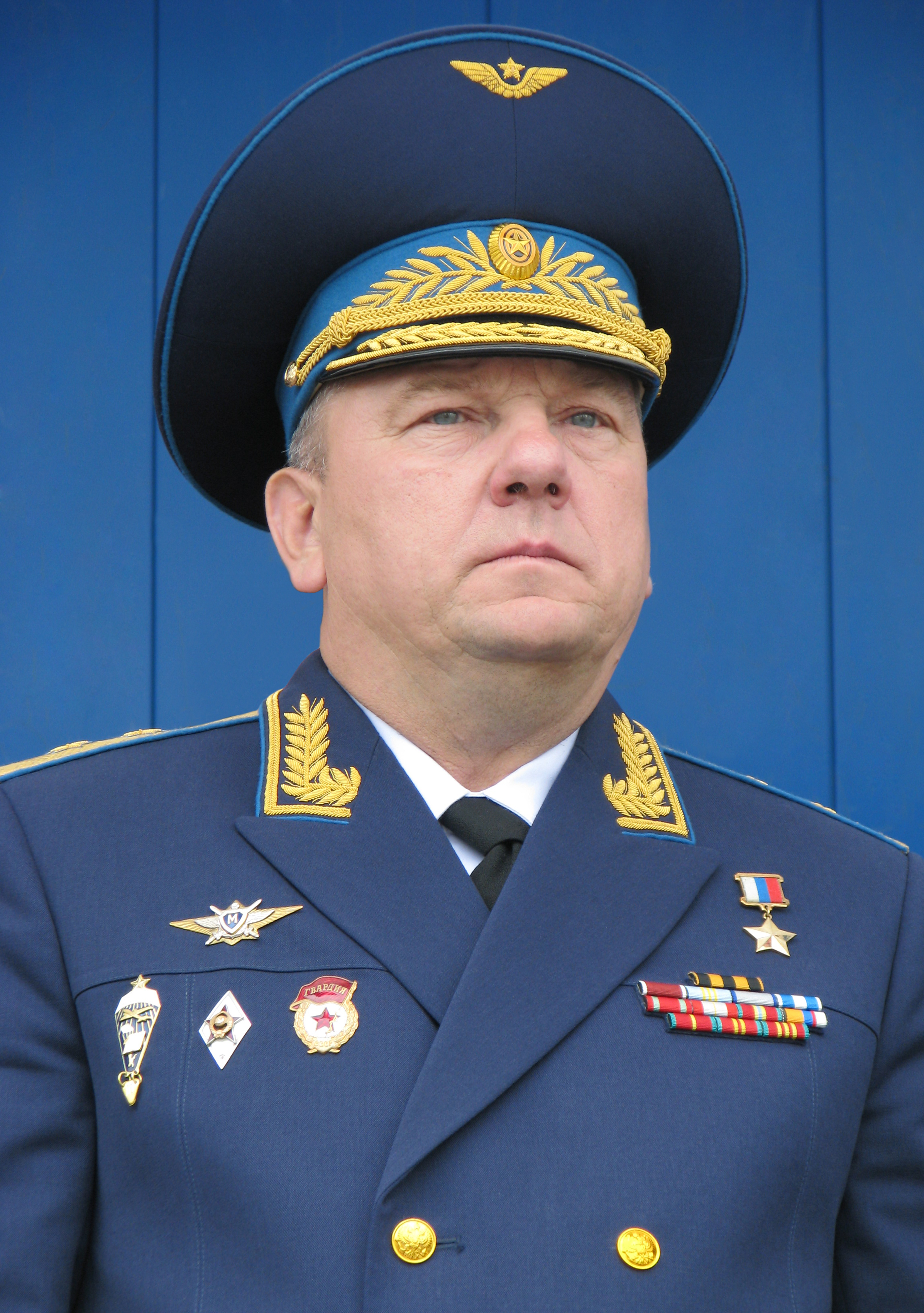
Герой Российской Федерации гвардии генерал-лейтенант В. А. Шаманов во время Парада на Красной площади 9 мая 2009 года (на шильдике знака «Гвардия» хорошо читается аббревиатура «СССР»).
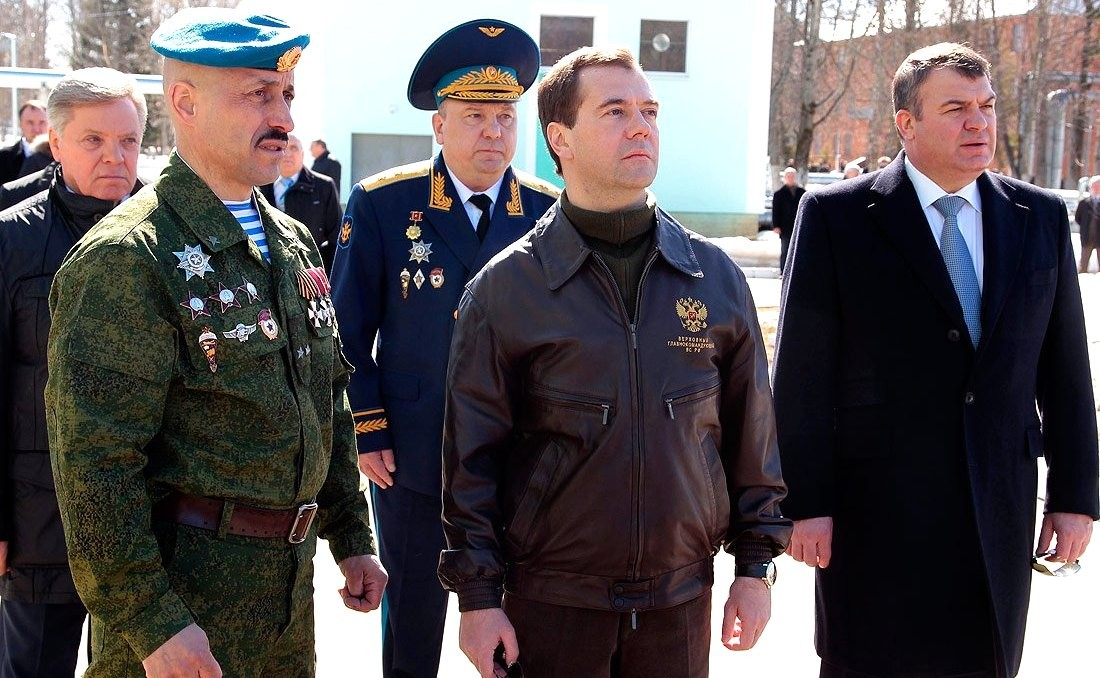
Гвардии подполковник А. В. Лебедь показывает расположение 45-го отдельного гвардейского полка специального назначения (45 опСпН) Президенту России Д. А. Медведеву, Министру обороны Российской Федерации А. Э. Сердюкову, командующему ВДВ гвардии генерал-лейтенанту В. А. Шаманову и губернатору Московской области Б. В. Громову, в ходе их посещения части в 2011 году (на форме А. В. Лебедя и В. А. Шаманова видны знаки «Гвардия» советского образца).
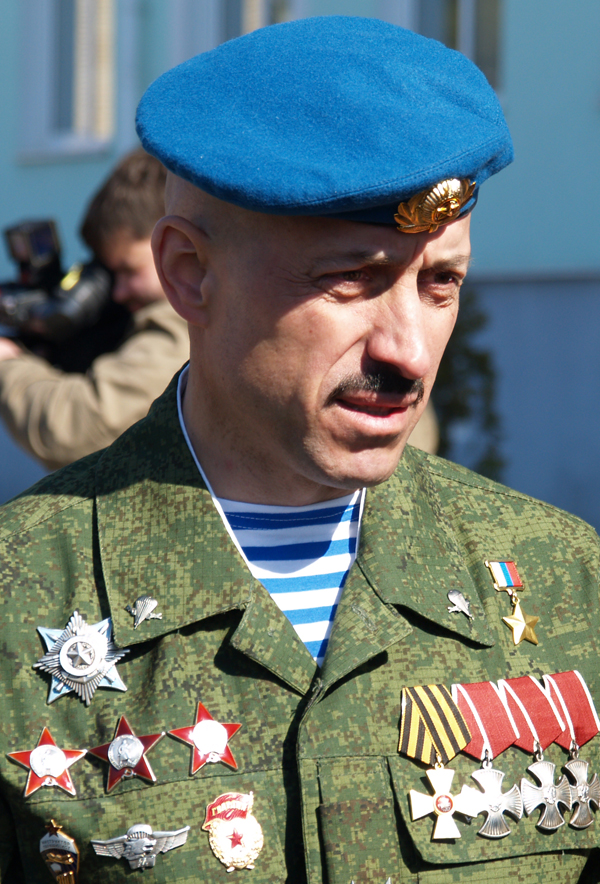
Герой Российской Федерации гвардии подполковник А. В. Лебедь из состава 45 опСпН, 2011 год (на шильдике знака «Гвардия» видна аббревиатура «СССР»).

Тем не менее, информация о данном типе советского гвардейского знака, как официальной символике Вооружённых Сил Российской Федерации, в открытых источниках отсутствует. Однако он продолжал использоваться как знак отличия военнослужащих, удостоенных гвардейского воинского звания, как минимум до середины 2010-х годов, причём даже в гарнизонах достаточно удалённых от федерального центра.

#### 2009 год
Официально утверждённое в 2009 году описание данного типа знака, появилось в начале декабря того же года на портале госзакупок, в составе аукциона на 2010 год — на изготовление и поставку вещевого имущества по заказу Минобороны России.
Описание нового знака «Гвардия» Российской Федерации в основном повторяло описание советского гвардейского знака, с той лишь разницей что с ленты-шильдика была убрана аббревиатура «СССР» (в новом варианте надпись на шильдике вообще не предусматривалась, в связи с чем ширина самого шильдика была уменьшена).
Начиная с 2010 года, гвардейский знак образца 2009 года стал выдаваться военнослужащим гвардейских воинских формирований России, участвующим в парадах на Красной площади первой половины 2010-х годов. При этом для военнослужащих-гвардейцев — участников данных парадов специально изготавливался комплект из 4-х нагрудных знаков:
- знак классной квалификации специалистов Вооружённых Сил 1-го класса;
- знак «Гвардия»;
- знак «Отличник вида (рода войск) Вооружённых Сил»;
- знак «Воин-спортсмен» I степени.

Комплект знаков для гвардейских парадных расчётов варьировался в зависимости от рода войск: так например военнослужащие ВДВ вместо знака «Отличник вида (рода войск) Вооружённых Сил» надевали знак «Парашютист», офицерский состав ВДВ — знак об окончании военно-учебного заведения и знак «Парашютист», вместо знаков «Отличник вида (рода войск) Вооружённых Сил» и «Воин-спортсмен», и т. д.
Тем не менее, данный тип гвардейского знака просуществовал относительно недолгое время, и в 2011 году был заменён на новый, несколько изменённый тип.

#### 2011 год
В 2011 году на сайте госзакупок Zakupki.gov.ru появляется новое описание знака «Гвардия», утверждённое 24 января 2011 года.
Новый гвардейский знак при этом повторял основные черты предыдущего — образца 2009 года (по сути своей советского знака). Изменения коснулись лишь компоновки лаврового венка — в том числе убраны выступающие снизу ветви, кроме того была изменена лента-шильдик, которая стала более узкой. Какая либо надпись на шильдике, как и на предыдущем типе, отсутствовала.
В целом, первая половина 2010-х годов была характерна одновременным использованием в различных гвардейских формированиях Вооружённых Сил Российской Федерации, в зависимости от их удалённости от федерального центра, всех 4-х типов знака «Гвардия»: образца 1994 года (значительно реже, но всё ещё встречавшегося в некоторых частях), советского, а также вновь введённых образцов 2009 и 2011 годов, что нередко вызывало среди коллекционеров-фалеристов соответствующее недоумение по поводу гвардейского официального символа в текущий период. Данная ситуация сохранялась в ВС РФ, пока ближе к середине — началу второй половины 2010-х годов, знак образца 2011 года не стал постепенно вытеснять более ранние его образцы.
В настоящее время знак «Гвардия» образца 2011 года уже достаточно широко распространён в гвардейских воинских формированиях Российской Федерации. В некоторых гвардейских формированиях можно ещё встретить нагрудные знаки образца 2009 года, которые также имеются в продаже в отдельных торговых точках сети военторга.

### Неутверждённые проекты
В августе 1991 года Президент РСФСР Б. Н. Ельцин поручил вице-президенту РСФСР А. В. Руцкому сформировать Российскую гвардию (в конечном итоге данное поручение так и не было реализовано).
На заводе «Металлист» (СПб) для новой силовой структуры была изготовлена партия пробных нагрудных знаков в двух вариантах — с креплением на штифте и на булавке.
Знак изготавливался из латуни методом штамповки и представляет собой круг диаметром 50 мм. На знаке изображён белый Георгиевский крест, в центре которого находится красный круг с изображением золотого двуглавого орла без корон (республиканского). По внешнему краю знака находится кольцо синего или голубого цвета с надписью «Российская национальная гвардия».
Таких знаков было выпущено очень мало и они представляют большой интерес для коллекционеров и музеев.

#### «300 лет российской гвардии»
Для ознаменования «300-летия российской гвардии» в 2000 году, художником Е. И. Ухналёвым, членом Геральдического совета при Президенте Российской Федерации, был создан эскиз эмблемы этой памятной даты, ставшей эмблемой выставки «За веру и верность. 300 лет Российской Императорской Гвардии», открывшейся в Государственном Эрмитаже 13 декабря 2000 года, в день покровителя русских гвардейцев — Святого Андрея Первозванного. По этому эскизу был изготовлен памятный нагрудный знак «300 лет российской гвардии», представляющий собой серебряное с позолотой изображение Андреевской орденской звезды — символа русской гвардии с начала XIX столетия, расположенной на груди российского двуглавого орла с горжетом — подковообразным офицерским нашейным знаком лейб-гвардии. На горжете была выбиты юбилейные цифры «1700—2000».
Позднее этот же эскиз, с заменой юбилейных цифр на горжете надписью «ГВАРДИЯ», предлагался для возможного утверждения в качестве официального знака гвардейских частей современной российской армии, но эта идея так и не была реализована, и дальше изготовления пробной партии дело не пошло.
На основе проекта данного знака, были разработаны ещё 2 проекта, отличавшихся компоновкой орденской звезды, и наличием георгиевской ленты на одном из них, обрамлявшей горжет, при этом сами горжеты с надписью «ГВАРДИЯ» на обоих вариантах имели красное покрытие. Однако данные варианты, как и их «прототип», так и не были утверждены и в настоящее время существуют только в виде нескольких образцов.
Примечательно, что один из вариантов данного типа знака «Гвардия» (вариант с георгиевской лентой) был изображён на проекте схемы размещения геральдических знаков на военной форме одежды, приведённом на официальном сайте Минобороны России — Mil.ru, вызвав в своё время множество вопросов среди фалеристов на предмет принадлежности данного типа знака к официальным символам.

#### 2002 год
В 2002 году создавался ещё один проект знака «Гвардия», повторяющий основные элементы советского гвардейского знака, но с надписью «РОССИЯ» на шильдике. При этом данный тип знака разрабатывался сразу в нескольких вариантах, которые были идентичны друг другу, но в то же время имели 3 основных отличия:
- 1-й вариант — с золотой звездой (вместо красной звезды, как у бывшего советского знака);
- 2-й вариант — с накладным Гербом России (державным двуглавым орлом).
- 3-й вариант — с накладной эмблемой Вооружённых Сил Российской Федерации (двуглавым орлом с распростёртыми крыльями).

Тем не менее, знаки «Гвардия» данного типа так и остались на стадии неутверждённых проектов, хотя некоторые их экземпляры, из числа изготовленных пробными партиями, можно встретить в различных фалеристических коллекциях: 1-й вариант знака в настоящее время расценивается как относительно редкий, 2-й вариант — как уникальный. Про количество выпущенных экземпляров 3-го варианта данного знака информация в открытых источниках отсутствует.

#### Гвардейский знак с георгиевской лентой
Существовал ещё один интересный проект знака «Гвардия», представлявший собой в основных чертах советский гвардейский знак, однако с накладной эмблемой Вооружённых Сил Российской Федерации вместо красной звезды. Красное знамя было заменено на развивающуюся георгиевскую ленту, посередине которой шла надпись «ГВАРДИЯ». Лента-шильдик, перевязывающая лавровый венок, стала значительно более узкой, по сравнению с тем же шильдиком на советском знаке. Какие-либо надписи на шильдике отсутствовали (в целом компоновка лаврового венка и шильдика напоминала аналогичные элементы на утверждённом впоследствии знаке «Гвардия» образца 2011 года). Но и этому типу знака суждено было остаться только в виде проекта и пробных образцов.

## Описание
Нагрудный знак «Гвардия» Российской Федерации
(описание № 256/41/77, 2011 год)
Описание № 256/41/77 нагрудного знака отличия «Гвардия» (утверждённое 24 января 2011 года):
Знак отличия — из металла золотистого цвета с эмалью красного и белого цвета в виде круглого щита обрамлённого лавровыми ветвями, в центре которого рельефная красная пятиконечная звезда с золотым кантом. В венок продето красное, развевающееся знамя с надписью — «ГВАРДИЯ».На оборотной стороне знак отличия имеет винт для крепления к военной форме одежды.

## Ношение
Согласно «Правилам ношения военной формы одежды военнослужащими Вооружённых Сил Российской Федерации», введённых в 1994 году, знак «Гвардия» размещался на правой стороне груди, совместно с другими нагрудными знаками:

<…>
1. Нагрудные знаки к почётным званиям размещают на правой стороне груди:… на 10 мм правее воротника так, чтобы нижний край колодочки знака был на уровне угла воротника;<…>
2. Нагрудные знаки классных специалистов размещают на правой стороне груди:<…>… при наличии других знаков — на 10 мм выше их.
3. Военные и другие нагрудные знаки носят на правой стороне груди и размещают в следующем порядке:  - знак «Командир корабля»;
  - знак «Гвардия»;
  - знак «Воин-интернационалист»;
  - знак об окончании военно-учебного заведения (государственного образовательного учреждения профессионального образования);
  - знак об окончании суворовского военного, нахимовского военно-морского и военно-музыкального училищ, кадетского корпуса;
  - знак «Инструктор-парашютист»;
  - знак «Парашютист-отличник»;
  - знак «Парашютист»;
  - знак «За дальний поход»;
  - знак отличника;
  - знак «25 лет победы в Великой Отечественной войне»;
  - спортивные значки и медали;
  - другие отличительные знаки, учреждённые указами Президента Российской Федерации и приказами Министра обороны Российской Федерации.
Военные и другие нагрудные знаки, разрешённые для ношения на военной форме одежды, располагают на правой стороне горизонтально в ряд от центра груди к краю. При этом должно быть не более трёх знаков. Ношение знака об окончании военно-учебного заведения и знака «Гвардия» является обязательным.

<…>
— Приложение к приказу
В силу относительно больших размеров знака «Командир корабля», последний как правило занимал весь верхний ряд среди военных и других нагрудных знаков. Поэтому командирами кораблей данный знак крепился вместо знака классной квалификации специалистов Вооружённых Сил, в связи с чем знак «Гвардия» по факту всегда шёл первым в ряду нагрудных знаков.
В 2011 году, в соответствии с Указом Президента Российской Федерации от 11 марта 2010 года № 293, утверждаются новые «Правила ношения военной формы одежды и знаков различия военнослужащих Вооружённых Сил Российской Федерации, ведомственных знаков отличия и иных геральдических знаков, и особой церемониальной парадной военной формы одежды военнослужащих почётного караула Вооружённых Сил Российской Федерации», согласно которым был изменён порядок ношения знаков отличия Вооружённых Сил, в том числе предписано отдельное ношение знака «Командир корабля» вместо знака классной квалификации специалистов Вооружённых Сил, в связи с чем знак «Гвардия» занял теперь уже первое место в ряду знаков отличия:

<…>
1. Знаки отличия Вооружённых Сил (кроме медалей Министерства обороны), иные военно-геральдические знаки размещаются в соответствии с положениями о них:  1. памятные знаки Министра обороны, начальника Генерального штаба Вооружённых Сил и других должностных лиц, а также знак «Участник парада, посвящённого 55-й годовщине Победы в Великой Отечественной войне» носятся на правом лацкане…
  2. знаки классной квалификации специалистов Вооружённых Сил (командир корабля [подводной лодки]) размещаются на правой стороне груди:<…>… при наличии других знаков отличия Вооружённых Сил — на 10 мм выше их;<…>
  3. знаки отличия Вооружённых Сил располагаются на правой стороне груди в следующем приоритетном порядке:    - знак «Гвардия»;
    - знак об окончании военно-учебного заведения (государственного образовательного учреждения профессионального образования) Министерства обороны Российской Федерации;
    - знак об окончании суворовского военного, военно-музыкального и нахимовского военно-морского училищ;
    - знак «Отличник видов (родов) Вооружённых Сил Российской Федерации»;
    - знак «Парашютист»;
    - знак «За боевое траление»;
    - знак «За дальний поход»;
    - знак отличия для обозначения заслуг, проявленных при исполнении должностных и специальных обязанностей, высоких достижений военнослужащих в различных видах повседневной деятельности (в т. ч. спортивной), их высоких боевых и профессиональных качеств.

Знаки отличия Вооружённых Сил (кроме медалей Министерства обороны) и иные военно-геральдические знаки располагают горизонтально в ряд от центра груди к правому краю, при этом в ряду должно быть не более трёх знаков, расстояние между знаками отличия — 10 мм.При ношении военнослужащими двух знаков отличия Вооружённых Сил (кроме медалей Министерства обороны) и иных военно-геральдических знаков они располагаются симметрично относительно вертикальной линии, условно проведённой по центру видимой части кокетки (груди).
2. <…>Ношение нагрудных знаков «Гвардия», об окончании военно-учебного заведения (государственного образовательного учреждения профессионального образования) Министерства обороны Российской Федерации и об окончании суворовского военного, военно-музыкального и нахимовского военно-морского училищ является обязательным…

<…>
— Приложение № 2 к Правилам
Этот же принцип размещения знаков отличия, с незначительными изменениями в терминологии, был утверждён и в следующих «Правилах ношения военной формы одежды, знаков различия, ведомственных знаков отличия и иных геральдических знаков в Вооружённых Силах Российской Федерации», введённых в 2015 году (при этом в новых Правилах уже отсутствует требование обязательного ношения знака «Гвардия»).
В 2017 году к ряду знаков отличия, располагаемых на правой стороне груди ниже знака классной квалификации специалистов Вооружённых Сил (командира корабля [подводной лодки]), добавляются знаки к почётным званиям Вооружённых Сил («Заслуженный военный лётчик Российской Федерации», «Заслуженный военный штурман Российской Федерации», «Заслуженный военный специалист Российской Федерации» и т. п.), ранее также носившихся на правой стороне груди, но отдельно от других знаков. В связи с чем, с учётом изменений на 7 февраля 2017 года, знак «Гвардия» предписывается располагать вторым после одного из вышеуказанных знаков к почётным званиям (если таковой имеется):

<…>
1. Знаки отличия и различия Вооружённых Сил, а также иные военные геральдические (геральдические) знаки размещаются в соответствии с положениями о них:  1. памятные знаки Министра обороны Российской Федерации, начальника Генерального штаба Вооружённых Сил Российской Федерации и других должностных лиц, а также знак «Участник парада, посвящённого 55-й годовщине Победы в Великой Отечественной войне» носятся на правом лацкане…
  2. знаки классной квалификации специалистов Вооружённых Сил (командира корабля [подводной лодки]) размещаются на правой стороне груди:<…>… на 10 мм выше наибольшего знака отличия;
  3. Знаки отличия и различия Вооружённых Сил, а также иные военные геральдические (геральдические) знаки располагаются на правой стороне груди в следующем приоритетном порядке:    - знак к почётному званию Вооружённых Сил;
    - знак «Гвардия»;
    - знак об окончании общеобразовательной организации, находящейся в ве́дении Министерства обороны;
    - знак об окончании суворовского военного, нахимовского военно-морского, военно-музыкального училищ;
    - знак «Отличник вида (рода войск) Вооружённых Сил»;
    - знак «Парашютист»;
    - знак «За боевое траление»;
    - знак «За дальний поход»;
    - знак отличия для обозначения заслуг, проявленных при исполнении должностных и специальных обязанностей, высоких достижений военнослужащих в различных видах повседневной деятельности (в том числе спортивной), их высоких боевых и профессиональных качеств.

Знаки отличия Вооружённых Сил (кроме медалей Министерства обороны), а также иные военные геральдические (геральдические) знаки располагаются горизонтально в ряд от центра груди к правому краю, при этом в ряду должно быть не более трёх (на куртке костюма летнего повседневного — четырёх) знаков, расстояние между знаками отличия 10 мм.При ношении военнослужащими знаков отличия и различия Вооружённых Сил (кроме медалей Министерства обороны), а также иных военных геральдических (геральдических) знаков меньше максимального количества они располагаются симметрично относительно вертикальной линии, условно проведённой по центру видимой части груди.

<…>
— Приложение № 1 к приказу

### Вручение

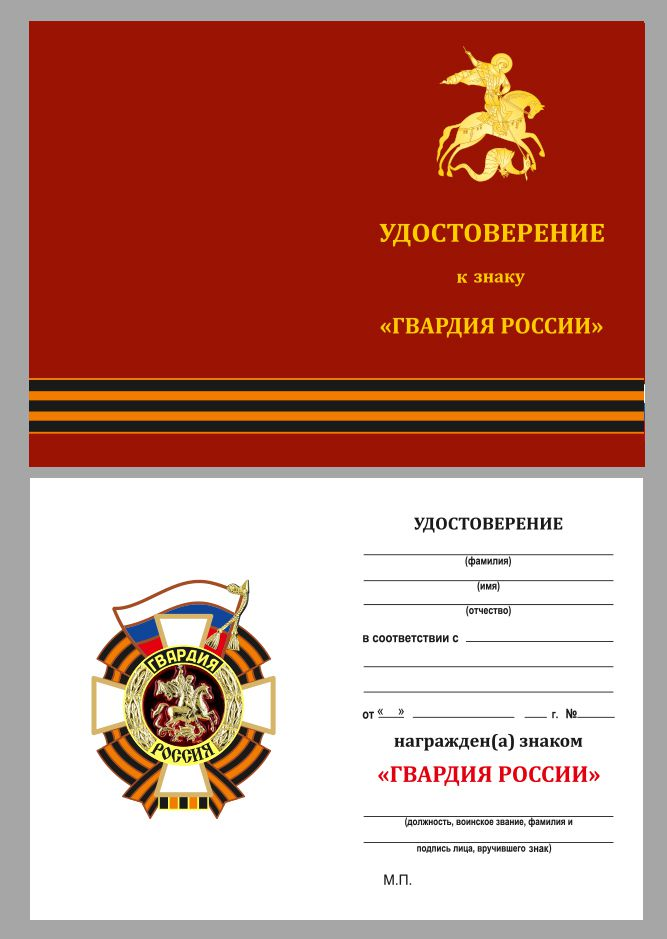
Вариант удостоверения к нагрудному знаку «Гвардия» (1994 год).

Гвардейское воинское звание, с последующим вручением знака «Гвардия», присваивается военнослужащим гвардейских воинских частей (кораблей) и соединений Российской Федерации, унаследовавших данное почётное наименование от гвардейских формирований СССР, преобразованных после распада Советского Союза в гвардейские воинские формирования Российской Федерации, либо унаследовавших гвардейское наименование уже несколько позже в федеральный период — от ранее расформированных гвардейских формирований СССР и России, а также воинских формирований, удостоенных гвардейского почётного наименования в этот же период.
Военнослужащим негвардейских воинских частей и соединений, входящих в состав гвардейских войсковых объединений, гвардейские воинские звания не присваиваются, и соответственно знак «Гвардия» не вручаются.
В вышеуказанном случае, гвардейские воинские звания, с последующим вручением знака «Гвардия», присваиваются только военнослужащим из состава управления (штаба) объединения (как правило данные органы управления сведены в отдельную воинскую часть), а также военнослужащим подразделений обеспечения, входящих в состав данной воинской части (управления объединения), и подчинённых непосредственно командованию или входящих в соответствующие службы штаба объединения.
По причине того, что в федеральный период никаких новых положений, регламентирующих порядок присвоения гвардейских воинских званий, принято не было, в гвардейских воинских формированиях Российской Федерации по традиции, унаследованной ещё с советского периода, практика «посвящения в гвардейцы» продолжает существовать до настоящего времени, и осуществляется согласно «Положению о Гвардейских частях и соединениях Красной Армии» и «Положению о Гвардии Флота Союза ССР» 1942 года, с учётом изменений, внесённых приказом Министра обороны СССР от 3 июля 1982 года № 175:

<…>
1. Зачисление в списки Гвардейских частей нового пополнения производится, в военное время, после месячного пребывания и участия в боевых операциях Гвардейской части — соединения, за исключением военнослужащих, удостоенных ранее Гвардейского звания. В мирное время зачисление в списки Гвардии производится после трёхмесячного пребывания в Гвардейской части.

<…>
1. Гвардейские звания присваиваются:а) всем военнослужащим части и соединения при преобразовании данной части и соединения в Гвардейскую часть и соединение…б) новому пополнению Гвардейской части — соединения Гвардейские звания присваиваются по истечении срока, предусмотренного ст. 10 Положения.

<…>
— Положение о Гвардейских частях и соединениях Красной Армии
Несмотря на то, что данные требования в российском законе «О воинской обязанности и военной службе» де-юре отсутствуют (и ранее отсутствовали), однако де-факто продолжают сохраняться в гвардейских воинских формированиях Российской Федерации как дань историческим традициям, хотя в большинстве случаев эти традиции носят лишь формальный характер, и присвоение гвардейских воинских званий с вручением знаков «Гвардия» новым военнослужащим гвардейских формирований уже не обставляется столь торжественно, как это было в годы Великой Отечественной войны и первое время после неё.
После присвоения гвардейского воинского звания и последующего вручения знака «Гвардия», как правило делается запись о гвардейском звании и вручении гвардейского знака в соответствующие графы военных билетов военнослужащих, проходящих военную службу по призыву, и удостоверений личности военнослужащих, проходящих военную службу по контракту (в том числе офицеров, прапорщиков и мичманов). До 2005 года соответствующие записи вносились в военные билеты военнослужащих сержантского (старшинского) и солдатского (матросского) составов срочной и контрактной службы, и в удостоверения личности офицеров, а также в удостоверения личности прапорщиков (мичманов). В отдельных случаях ограничивались только записью о гвардейском воинском звании, при этом запись о вручении знака «Гвардия» в документы не вносилась, в том числе и в тех случаях, когда задача по приобретению гвардейского знака ложилась на самих военнослужащих (особенно в период критического недофинансирования вооружённых сил и тяжёлой экономической ситуации 1990-х годов).
При вручении знака «Гвардия», с целью придания торжественности данному событию, в большинстве случаев выдаётся удостоверение о награждении гвардейским знаком, форма которого строго не установлена, и может варьироваться в зависимости от конкретного типа знака или типографии, где данные удостоверения отпечатаны. В некоторых случаях, в зависимости от традиций существующих в тех или иных гвардейских воинских частях и соединениях, вручение знака «Гвардия» военнослужащим, удостоенным гвардейского воинского звания, может проходить и без вручения соответствующего удостоверения.

## Комментарии
1. ↑  Дата утверждения описания первого российского гвардейского знака.Датой учреждения знака «Гвардия» как нагрудного знака для военнослужащих гвардейских воинских формирований является 21 мая 1942 года[1][2].
2. ↑  Постепенный переход на новые знамёна начался с 2007 года.
3. ↑  До распада СССР существовало гвардейское воинское соединение, состоящее в период 1989—1991 годов вне норм численности Вооружённых Сил (как и весь род войск, в состав которого данное соединение входило) — это 1-я гвардейская железнодорожная бригада, дислоцировавшаяся во Львове, и отошедшая после распада Советского Союза к Украине.
4. ↑  Исторически, для парадов на Красной площади, знак «Гвардия» также выдавался военнослужащим из состава сводного батальона РВВДКУ, хотя до 2018 года данный ВВУЗ не имел гвардейского почётного наименования.
5. ↑  См. плакетку ВГС ВС РФ: № 3 и № 4 в среднем ряду (слева направо).
6. ↑  В советский период, после окончания Великой Отечественной войны, присвоения гвардейских почётных наименований воинским формированиям не производились[2].В федеральный период к началу 2018 года (без учёта воинских формирований, унаследовавших гвардейские наименования от ранее расформированных гвардейских формирований), гвардейские почётные наименования были присвоены 6 воинским формированиям ВС РФ: За массовый героизм и отвагу, стойкость и мужество, проявленные личным составом… в боевых действиях по защите Отечества и государственных интересов в условиях вооружённых конфликтов, и учитывая… заслуги в мирное время… В скобках указаны года присвоения гвардейских наименований:  - 22-й отдельной бригаде специального назначения (2001);
  - 247-му десантно-штурмовому Кавказскому казачьему полку (2013);
  - 38-му отдельному полку связи (2015);
  - 83-й отдельной десантно-штурмовой бригаде (2015);
  - 11-й отдельной десантно-штурмовой бригаде (2015);
  - 4-му зенитному ракетному полку (2015).
В феврале 2018 года гвардейское почётное наименование также было присвоено Рязанскому высшему воздушно-десантному командному училищу.
7. 1 2  Информация о соответствующих нормативно-правовых актах в открытых источниках отсутствует.
8. ↑  В вышеуказанном источнике[33] отсутствуют номер и точная дата Постановления ГКО СССР, утверждающего «Положение о Гвардейских частях и соединениях Красной Армии» (указан лишь май 1942 года, а также имеется пометка «Окончательный вариант»), поэтому было ли данное Положение принято официально — информация в открытых источниках отсутствует. Однако исходя из традиций присвоения гвардейских воинских званий и вручения знака «Гвардия» в советский период следует[34], что большинство требований, указанных в данном Положении, всё же соблюдалось в гвардейских воинских формированиях СССР.